# Еврей Зюсс (фильм, 1934)
«Еврей Зюсс» (англ. Jew Süss) — британский исторический фильм 1934 года режиссёра Лотара Мендеса, снятый по одноимённому роману Лиона Фейхтвангера.

## Сюжет
События происходят на фоне непростых отношений Зюсса с дочерью герцога и его соплеменниками, а также на фоне политических интриг. Через нестерпимые домогательства со стороны герцога, которому служит Зюсс, его дочь Наоми кончает с жизнью. Зюсс вынашивает план мести, но герцог неожиданно умирает от удара, причиной которого является, кроме прочего, и хитроумная интрига Зюсса. Его сажают в тюрьму, а впоследствии осуждают и публично казнят.

## В ролях
- Бенита Хьюм — принцесса Мария Августа Турн-и-Таксис
- Памела Мейсон — Наоми (впервые на экране)
- Мэри Клэр — графиня Вюрбен (в титрах не указана)